# Coryphisoptron trigonalifrons
Coryphisoptron trigonalifrons är en tvåvingeart som först beskrevs av Günther Enderlein 1911.  Coryphisoptron trigonalifrons ingår i släktet Coryphisoptron och familjen fritflugor. Inga underarter finns listade i Catalogue of Life.